# Homosexualität in der Elfenbeinküste

Geografische Lage der Elfenbeinküste

Homosexualität ist in der Elfenbeinküste zwar legal, wird aber in weiten Teilen der Gesellschaft tabuisiert.

## Legalität
Homosexuelle Handlungen sind in der Elfenbeinküste legal. Es existiert kein Antidiskriminierungsgesetz in der Elfenbeinküste. In der Verfassung der Elfenbeinküste ist der Schutz der sexuellen Orientierung nicht aufgenommen.
Jedoch ist der Artikel 360 des Strafgesetzbuches für gleichgeschlechtliche sexuelle Handlungen in der Öffentlichkeit zu beachten:
```
Wer eine öffentliche Verletzung des Anstands begeht, wird mit drei Monaten bis zu zwei Jahren mit einer Freiheitsstrafe und einer Geldstrafe von 50.000 bis 500.000 Franken bestraft. Wenn die öffentliche Verletzung des Anstands aus einer Handlung besteht, die unanständig oder gegen die Natur mit einer Person des gleichen Geschlechts widerspricht, wird die Haftstrafe von sechs Monaten bis zwei Jahre und die Geldstrafe von 50.000 bis 300.000 Franken betragen. Die Strafen können verdoppelt werden, wenn das Verbrechen gegen einen Minderjährigen oder in Anwesenheit eines Minderjährigen von 18 Jahren begangen wird.
```

Die Auslegung dieses Gesetzes kann jedoch freier gegen Homosexuelle erfolgen, z. B. wenn diese in privaten Räumen bei sexuellen Handlungen beobachtet werden.

## Anerkennung homosexueller Paare
Eine staatliche Anerkennung von gleichgeschlechtlichen Paaren besteht weder in der Form der Gleichgeschlechtlichen Ehe noch in einer Eingetragenen Partnerschaft.

## Gesellschaftliche Situation
In der Elfenbeinküste besteht nur eine kleine LGBT-Community in der Hauptstadt Yamoussoukro und in der Hafenstadt Abidjan. Die LGBT-Organisation Alternative Côte d’Ivoire (ACI) aus der Elfenbeinküste bemüht sich, die gesellschaftliche Lage für homosexuelle Menschen im Land zu verbessern.
Die Gesellschaft steht homosexuellen Menschen jedoch weiterhin sehr ablehnend gegenüber.